# عبد العزيز بن محمد القاسمي
عبد العزيز بن محمد بن صقر القاسمي (1937-2005). كان رئيس ديوان الحاكم وقائد الحرس الأميري بإمارة الشارقة. هو الأخ الأكبر لحاكم الشارقة الشيخ سلطان بن محمد القاسمي. 

## حياته
في 17 يونيو 1987 قام بمحاولة انقلابية على أخيه الأصغر الشيخ سلطان بن محمد القاسمي حاكم إمارة الشارقة الذي كان في زيارة لبريطانيا وأعلن فيه إستيلاءه على الحكم في بيان قال فيه (أن أخاه الشيخ سلطان تنازل له عن الحكم وأن عائلة القواسم إختارته حاكماً جديداً للشارقة بسبب ظروف مالية تمر بها الإمارة ولإنشغاله بدراساته الخاصة). عاد في اليوم التالي الشيخ سلطان إلى دبي التي استضافته لحين إنتهاء الأزمة
أخذ الشيخ عبد العزيز يدلي بتصريحات عن الدوافع التي دعته إلى الإنقلاب فقال أن أزمة الديون هي التي دفعته إلى القيام بحركته وأنه عازم على سداد هذه الديون. وقال وجدنا الدخل المقدر هو 800 مليون درهم في حين أن الإمارة عليها ديون تقدر بخمسة مليارات درهم وفوائدها 500 مليون درهم وعلينا التزامات ورواتب موظفين وإكمال بعض المشاريع بالإضافة إلى سياسة منع الخمور في الإمارة ما دفع لكساد الفنادق.
قرر المجلس الأعلى للإتحاد تكوين لجنة ثلاثية لإدارة الأزمة بعضوية كل من:
- الشيخ صقر بن محمد القاسمي حاكم إمارة رأس الخيمة
- الشيخ حميد بن راشد النعيمي حاكم إمارة عجمان
- الشيخ حمدان بن راشد آل مكتوم وزير المالية والصناعة

أثمرت اللجنة الثلاثية في يوم 23 يونيو 1987 بعقد اجتماع مصالحة بمدينة العين في قصر المقام بين الأخوين الشيخ سلطان والشيخ عبد العزيز أي بعد 6 أيام من بداية الإنقلاب وبحضور الشيخ زايد رئيس دولة الإمارات أقر المجلس الأعلى للإتحاد القرار الذي اتخذه الشيخ سلطان بن محمد القاسمي حاكم الشارقة بتعيين الشيخ عبد العزيز ولياً للعهد ونائباً لحاكم إمارة الشارقة ونائبا عنه في رئاسة المجلس التنفيذي وبالإضافة لحضور جلسات المجلس الأعلى بصفته وليّا للعهد وسيكون له دور في صدور القوانين وتوقيع الاتفاقيات الاقتصادية وهكذا انتهت الآزمة.

## وفاته
في 5 فبراير 1990 أصدر الشيخ سلطان بن محمد القاسمي مرسوماً أميرياً يعفي فيه أخيه الشيخ عبد العزيز من جميع مناصبه بما فيها ولاية العهد، قام الشيخ زايد في 1993 بتعيينه مستشاراً له وممثلاً له في المغرب إلى أن عاد مرة أخرى إلى مدينة العين التابعة لإمارة أبوظبي واستقر بها حتى وفاته في لندن 22 يناير 2005م.